# Sumbe
Sumbe (bis zur Umbenennung 1975: Novo Redondo) ist die Hauptstadt der Provinz Cuanza Sul in Angola. Laut offiziellen jedoch veralteten Listen hat sie unter 40.000 Einwohnern, der Kreis Sumbe zählte im Jahr 2013 305.802 Einwohner.

## Geschichte
Sumbe wurde am 7. Januar 1769 durch den portugiesischen Militär und Kolonialverwalter, den Capitão Mor de Muxima José Rodrigues gegründet. Vorausgegangen war eine Entscheidung des Gouverneurs Angolas Inocêncio de Sousa Coutinho, der 1768 eine Gruppe Ingenieure beauftragte, einen geeigneten Ort zur Gründung des Ortes zu bestimmen. Der Ort wurde Novo Redondo genannt (dt.: Neues Redondo, unter Bezugnahme auf den portugiesischen Ort Redondo). 1785 erhielt der Ort eine steinerne Festung, 1811 seine erste Kirche, und 1872 ein Krankenhaus.
Als Gründung wird heute jedoch die Erhebung zur Kleinstadt (Vila) 1917 gefeiert. 1955 besuchte der portugiesische Staatspräsident Craveiro Lopes den Ort, der anschließend Hauptstadt des Distriktes Kwanza Sul wurde. Novo Redondo wurde 1956 zur Stadt (Cidade) erhoben.
Nach der Unabhängigkeit des Landes von Portugal 1975 erhielt die Stadt ihren heutigen Namen.
Im Verlauf des angolanischen Bürgerkriegs unternahmen hier am 25. März 1984 Einheiten der UNITA-Rebellenarmee einen Versuch, die Stadt zu erobern, der von kubanisch-angolanischen Kräften abgewehrt wurde.

## Sport
Am 10. September 2010 wurde an der Stelle des vorherigen städtischen Stadions das Estádio Municipal do Sumbe Comandante Hoji Ya Henda eröffnet, mit einem Turnier der angolanischen Profimannschaften Kabuscorp, 1º de Agosto und CRD Libolo, und der U19-Auswahl von Sporting Lissabon aus Portugal. Das Stadion bietet 3500 Besuchern Platz und ist Heimstätte des Fußballvereins Andorinhas Futebol Clube do Sumbe.
Am Strand von Sumbe ist Beachvolleyball populär.

## Kultur
Das jährlich von der Provinzregierung veranstaltete FestiSumbe gilt als größtes internationales Musikfestival in Angola. Es fand am 17. und 18. September 2010 zum zehnten Mal statt.

## Verkehr
Sumbe liegt an der Atlantikküste, verfügt dennoch nicht über einen nennenswerten Hafen, der nächste Hafen befindet sich in Porto Amboim ca. 100 km nördlich. Dafür verfügt Sumbe über einen kleinen Regionalflughafen am Stadtrand, der u. a. von der TAAG angeflogen wird.
Die seit Mitte der 2000er Jahre neugebaute Straße, vom 335 km nördlich entfernten Luanda kommend und zum 170 km südlich gelegenen Lobito führend, ist der wichtigste Zugang zur Stadt. Die Überlandbusse der SGO und die Regionalbusse der TCUL fahren die Stadt an.

## Verwaltung
Sumbe ist Sitz eines gleichnamigen Kreises (Municipio) der Provinz Cuanza Sul. Die Stadt mit etwa 40.000 Einwohnern ist zudem Hauptstadt der Provinz.
Im Kreis Sumbe leben 323.000 Menschen (hochgerechnete Schätzung 2019) auf 5.100 Quadratkilometern. Die Volkszählung 2014 ergab rund 280.000 Einwohner.
Vier Gemeinden (Comunas) bilden den Kreis Sumbe:
- Gangula
- Gungo
- Kicombo
- Sumbe

## Persönlichkeiten
- Ilídio Machado (1914–1983), Mitbegründer und erster Präsident der MPLA, 1975–1976 Generaldirektor der Post (Correios de Angola), 1979–1983 Kommunikationsminister
- Maurício Vieira de Brito (1919–1975), portugiesischer Ingenieur, Hochschullehrer und Unternehmer, 1957–1962 Präsident Benfica Lissabons
- Don Kikas (* 1974), prämierter Kizomba-Sänger
- Yuri da Cunha (* 1980), prämierter Sänger
- Jilson Bango (* 1999), Basketballspieler